# Timmia norvegica
Timmia norvegica (deutsch Norwegisches Grobzahnmoos) ist eine Laubmoos-Art in der Familie Timmiaceae.

## Beschreibung
Die bis 8 Zentimeter großen, gewöhnlich aber deutlich kleineren Pflanzen wachsen aufrecht, sind oben gelbgrün, unten braun und bilden lockere Rasen. Die Blätter sind aus der undeutlich scheidigen Basis allmählich linealisch-lanzettlich, wobei die oberen größeren Blätter bis fast ein Zentimeter lang werden. Sie sind feucht aufrecht abstehend, trocken gekrümmt und gedreht. Die Blattränder sind in der oberen Blatthälfte gesägt, in der unteren mehr oder weniger ganzrandig. Die Rippe ist sehr kräftig ausgebildet und endet in der Blattspitze. Die Blattzellen sind im oberen Blattteil rundlich-sechsseitig und weisen auf der Oberseite (ventral) große gerundete Mamillen auf. Im Scheidenteil sind die Zellen bräunlich gefärbt, rechteckig und deutlich papillös.
Die Art ist diözisch. Sporenkapseln werden sehr selten ausgebildet. Die Seta ist zwei Zentimeter lang, die waagrechte Kapsel ist länglich-eiförmig.

## Standortansprüche
Das Moos wächst auf basischem Humus und sandiger Erde, oft über Karbonat-, seltener über basenreichem Silikatgestein. Geeignete Wuchsorte sind alpine Rasen, Karrenfelder, Kalkblockfluren oder feucht-schattige Höhlungen. In den Alpen lebt es in subalpinen und alpinen Höhenlagen, von etwa 1000 bis 2600 Meter Höhe.

## Verbreitung
Weltweit gibt es Vorkommen in Europa, Asien, in Nordamerika und auf Neuseeland. In Deutschland, Österreich und der Schweiz sind sie auf die Alpen beschränkt, hier kommt die Art selten bis zerstreut vor.